# Восточная Сьерра-Мадре
Восто́чная Сье́рра-Ма́дре (исп. Sierra Madre Oriental) — горная система на северо-востоке Мексики, расположенная на восточном краю Мексиканского нагорья. Представляет собой систему параллельных хребтов длиной около 1000 км. В северной части представлена несколькими хребтами высотой от 1000 до 3000 м. В центре и на юге хребты разделяются на отдельные массивы высотой до 4000 м. На востоке горы круто обрываются к береговой равнине Мексиканского залива, на запад к внутренним частям нагорья местами отходят отроги. Сложены верхнемезозойскими осадочными породами.
Максимальная высота — 3720 м над уровнем моря (гора Эль-Потоси). Другие крупнейшие вершины: Серро-де-ла-Вига (3715 м), Сьерра-де-ла-Марта (3709 м), Эль-Коауйлон (3575 м), Пенья-Невада (3563 м) и Эль-Вьехо (3520 м). Мексиканское нагорье (средняя высота 1100 м) отделяет Восточную Сьерра-Мадре от Западной Сьерра-Мадре.
Есть  щитовидный вулкан Атлишкос высотой 800 метров.
Горные хребты Восточной Сьерра-Мадре проходят по мексиканским штатам Коауила, Нуэво-Леон, Тамаулипас, Сан-Луис-Потоси, Керетаро, Идальго и Пуэбла, где соединяется с Транс-мексиканским вулканическим поясом, расположенным по оси запад-восток в центральной Мексике.

## Экология
Восточная Сьерра-Мадре отличается высоким биологическим разнообразием и большим числом эндемических видов. Северная часть покрыта ксерофитными кустарниками, а южная часть хребта на наветренных восточных склонах — лесами (от влажнотропических внизу до хвойных в верхнем поясе), на подветренных западных склонах в основном произрастают кустарники. Достаточно живописный и красивый уголок нашей планеты.